# Kathy Hochul
Kathleen Courtney Hochul (Buffalo, 27 de agosto de 1958) é uma advogada e política norte-americana que atualmente serve como governadora de Nova Iorque desde agosto de 2021. Filiada ao Partido Democrata, foi vice-governadora do estado, assumindo a posição principal após a renúncia de Andrew Cuomo. Anteriormente, integrou a Câmara dos Representantes dos Estados Unidos de 2011 a 2013.
Hochul foi advogada e assistente parlamentar antes de fazer parte do legislativo local de Hamburg, entre 1994 a 2007. Serviu como County Clerk do Condado de Erie de 2007 a 2011. Em 2011, venceu a eleição suplementar para o cargo de representante pelo 26º distrito congressional de Nova Iorque. Ao assumir o cargo, se tornou a primeira democrata a representar o distrito em 40 anos.
Em 2012, Hochul foi derrotada em sua candidatura à reeleição para a Câmara dos Representantes. Trabalhou em seguida para o M&T Bank. Em 2014, foi escolhida por Cuomo como sua candidata a vice-governadora. Hochul venceu a primária democrata para o cargo com 60% dos votos e, em 2018, foi reconduzida como candidata a vice com 53%. Em 2021, Cuomo renunciou em decorrência de acusações de assédio sexual, de modo que Hochul se tornou, em 24 de agosto de 2021, a primeira mulher a governar o estado em seus 233 anos de fundação.